# And She Closed Her Eyes
And She Closed Her Eyes är den svenska sångerskan Stina Nordenstams andra studioalbum, utgivet 1994.
I Sverige gavs skivan ut på CD av Telegram Records Stockholm. I övriga Europa och Kanada gavs skivan ut på CD på Eastwest Records, Telegram Records och Warner Music Group. I USA gavs skivan ut på CD på Eastwest Records. Skivan har också getts ut i Japan med en bonuslåt.
Från skivan utgavs singlarna Something Nice (1994) och Little Star (1994). De nådde inte några listframgångar.
2013 utsågs And She Closed Her Eyes till den bästa svenska skivan någonsin av musiktidningen Sonic.

## Låtlista
Alla låtar är skrivna av Stina Nordenstam.
1. "When Debbie's Back from Texas" – 4:08
2. "Viewed from the Spire" – 3:49
3. "Crime" – 5:40
4. "Fireworks" – 5:46
5. "Proposal" – 1:56
6. "Little Star" – 3:42
7. "Hopefully Yours" – 4:44
8. "Murder in Mairyland Park" – 4 :12
9. "I See You Again" – 3:26
10. "So This Is Goodbye" – 4:35
11. "Something Nice" – 4:42
12. "And She Closed Her Eyes" – 2:34
13. "First Day in Spring" (bonuslåt på den japanska utgåvan)

## Singlar

### Something Nice
1. "Something Nice"
2. "When Debbie's Back from Texas"
3. "Soon After Christmas"

### Little Star
1. "Little Star" - 3:39
2. "The Man with the Gun" - 4:10
3. "First Day in Spring" - 2:49

## Medverkande
- Stina Nordenstam - sång, gitarr
- Kent (Gillström) Isaacs - sång, instrumentmedverkan, produktion
- Sara Hammarström - flöjt
- Jon Hassell - trumpet
- Martin Green - saxofone
- Johan Hörlén - saxofone
- Jocke Milder - saxofone
- Fleshquartet - stråkar
- Johan Norberg - gitarr
- Jonas Arlert - gitarr
- Popsicle - gitarr, bas, sång
- Lars Danielsson - bas
- Sten Forsman - bas
- Simon Nordell - sång
- Joakim Ljungberg Isaksson - sång
- Carl Slettengren - sång
- Christer Linder - sång
- Erik Holmberg - keyboards, gitarr, trummor, slagverk

## Mottagande
Allmusics recensent Kelvin Hayes gav skivan betyget 4/5.

## Listplaceringar
| Lista (1994) | Topplacering |
| ------------ | ------------ |
| Sverige      | 5            |